# Þormóður Árni Jónsson
Þormóður Árni Jónsson (ur. 2 marca 1983 w Reykiawiku) – islandzki judoka, uczestnik igrzysk olimpijskich w Pekinie (2008), Londynie (2012) i Rio de Janeiro (2016).

## Igrzyska olimpijskie
W 2008 roku wziął udział w kategorii do 100 kg, w której przegrał w 1/16 z Mohammadem Rezą Roudakim. Cztery lata później, w 2012, ponownie wziął udział w turnieju do 100 kg, ale przegrał w pierwszej walce z Rafaelem Silvą. W 2016 był chorążym reprezentacji. Przegrał w pierwszej rundzie z reprezentantem Polski Maciejem Sarnackim.